# Mari Samuelsen
Mari Silje Samuelsen (sinh ngày 21 tháng 12 năm 1984) là một nghệ sĩ vĩ cầm người Na Uy. Cô và anh trai là nghệ sĩ cello Håkon Samuelsen thường xuyên biểu diễn cùng nhau khắp Na Uy và Châu Âu.

## Cuộc sống đầu đời và giáo dục
Samuelsen lớn lên ở Hamar. Cô bắt đầu chơi vĩ cầm năm ba tuổi tại một trường âm nhạc địa phương ở ngoại ô thành phố. Năm bốn tuổi, cô đã trở thành học trò của nghệ sĩ vĩ cầm Arve Tellefsen, người đã gọi anh em Mari và Håkon Samuelsen là "hai trong số những tài năng âm nhạc đàn dây vĩ đại nhất ở Na Uy". Cô học với Tellefsen ở Oslo, và luyện tập với ông trong gần 10 năm.
Sau đó, Samuelsen theo học tại Học viện Âm nhạc Barratt Due ở Oslo dưới sự dìu dắt của nghệ sĩ vĩ cầm Stephan Barratt-Due. Trong mười năm qua, cô là học trò của giáo sư kiêm nghệ sĩ vĩ cầm người Nga nổi tiếng thế giới Zakhar Nuhimovic Bron. Cô nhận được hai bằng thạc sĩ tại Đại học Nghệ thuật Zurich ở Thụy Sĩ vào năm 2012.

## Sự nghiệp âm nhạc
Cô đã từng hợp tác với các nghệ sĩ như Max Richter, Jeff Mills và Dubfire. Max Richter nói về Samuelsen rằng: "Ngoài là một nghệ sĩ vĩ cầm điêu luyện, Mari có sự hiểu biết thiên bẩm về thế giới sáng tác của tôi và khả năng kỳ lạ để truyền đạt ý muốn của tôi".  Năm 2014, Mari và Håkon đã có một biểu diễn buổi ra mắt thế giới với Pas de Deux, một bản concerto song tấu mà họ đã ủy quyền cho James Horner sáng tác.
Samuelsen đã phát hành album độc tấu đầu tay của mình mang tên Mari vào ngày 7 tháng 6 năm 2019 thông qua hãng đĩa Deutsche Grammophon. Album bao gồm hầu hết các tác phẩm phong cách hiện đại và phong cách giảm thiểu được cô biểu diễn với dàn nhạc giao hưởng Konzerthausorchester Berlin và nhạc trưởng Jonathan Stockhammer. Ngoài ra, album này còn bao gồm các tác phẩm của Max Richter, Johann Sebastian Bach, Brian Eno và Philip Glass và những người khác. Trong buổi biểu diễn của cô, tác phẩm "November" của Richter từ album Memoryhouse (2002) được phát hành dưới dạng đĩa đơn trước khi Mari được phát hành.